# Langhe
Le Langhe sono un territorio o sub-area geografica del Piemonte meridionale, situato tra le province di Cuneo e Asti costituito da un esteso sistema collinare, delimitato dal corso dei fiumi Tànaro, Belbo, Bòrmida di Millesimo e Bòrmida di Spigno e confinante con l'Astesana, il Monferrato (compreso il primo tratto della Bormida propriamente detta) e il Roero. Hanno come Capoluogo la città di Alba  (CN). 
Si suddividono in:
- paesi delle Langhe a bassa quota: zona con quote genericamente inferiori ai 600 m; zona di vini e tartufo (rinomato il bianco di Alba).
- paesi delle Langhe ad alta quota: zona con quote fino agli 896 m (Mombarcaro); dominano i boschi e la coltivazione della pregiata varietà di nocciole "tonda gentile delle Langhe".
- Langa Astigiana: zona nel sud della provincia di Asti, con un picco di 851 m nel comune di Seròle.

Il 22 giugno 2014, durante la 38ª sessione del comitato UNESCO a Doha, le Langhe sono state ufficialmente incluse, assieme a Roero e Monferrato, nella lista dei beni del Patrimonio dell'Umanità.

## Etimologia del nome
L'ètimo del nome langhe (in piemontese indica proprio la collina) è incerto. 
Dante Olivieri aveva proposto un accostamento alla voce lombarda lanca, poi ha aderito alla proposta di Giulia Petracco Sicardi che, partendo dall'etnico ligure Langates, ha ricavato una base riferita alla posizione del castello o al castello stesso, dove vivevano queste popolazioni.
Nino Lamboglia invece propende per un accostamento a una base non indoeuropea lanka, che si riscontra anche in Langobriga (città iberica), dal probabile significato di "conca, avvallamento" e, da questo, "zona collinare". Un documento del X secolo parla di Langarum. 
Nel 1300, nella Cronica Imaginis Mundi, di Iacopo d'Acqui, c'è scritto «in muntibus Albe, ubi dicitur Langhe».

## Geologia

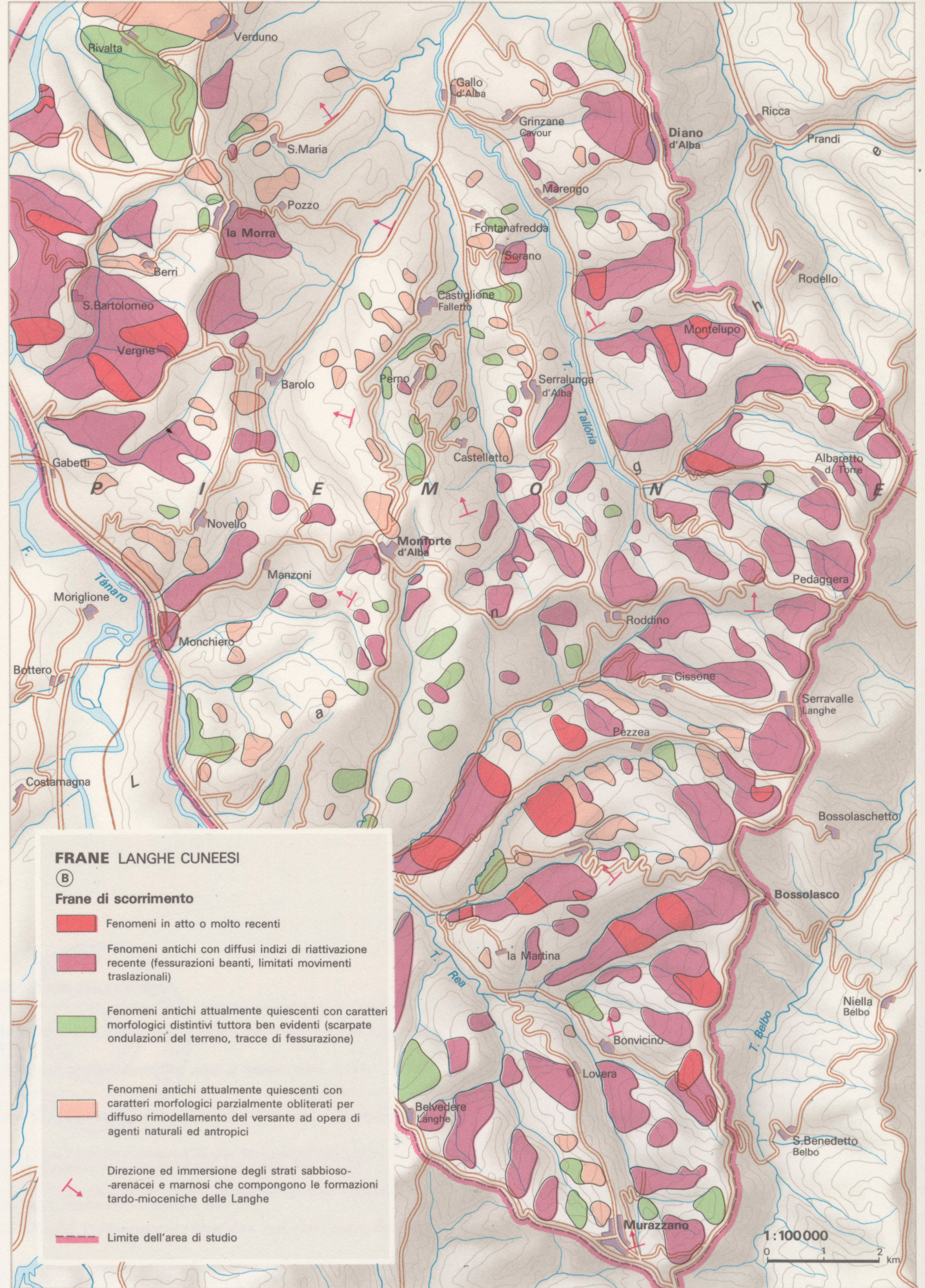
Mappa del rischio geologico nelle Langhe cuneesi

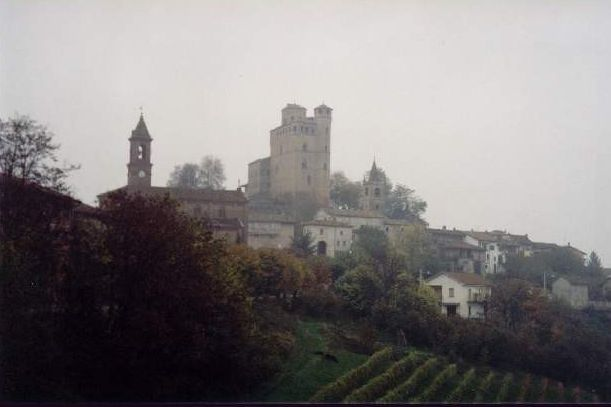
Serralunga d'Alba

Oligocene: nell'epoca in cui compaiono le prime scimmie antropomorfe, il Piemonte, come tutta la Pianura padana, è coperto dal mare; questo "bacino terziario piemontese" confina, a sud, con le Alpi Marittime e con il basamento di quello che sarà l'Appennino. 
In particolare, è probabile che l'origine dell'Appennino ligure e dei sistemi collinari a esso connessi (le Langhe, quindi), sia collegato al fenomeno dello sfenocasma ligure, o sardo-corso: rotazione avente per perno il Golfo di Genova e responsabile dell'allontanamento, dalle coste provenzali, di Corsica e Sardegna.
Miocene: il piano più antico del Miocene è l'Aquitaniano, cui appartengono i paesi più ad alta quota delle Langhe. 
Alla fine del Miocene, il Mediterraneo è un mare praticamente isolato dall'Atlantico; l'evaporazione, non compensata dai riflussi atlantici, porta alla formazione di notevoli banchi evaporitici (gessi) e all'emersione delle basse colline di Langhe e Monferrato. 
Nei gessi presenti fra Cherasco, Verduno, Guarene, Castagnito, Magliano, si trovano banchi di marne, ricche di fossili marini e vegetali, prova di un clima praticamente tropicale.
Pliocene (5 Ma): una nuova trasgressione marina, dovuta a movimenti separatori presso Gibilterra, risommerge il Piemonte, con esclusione proprio di Langhe e Monferrato, separati dal Bacino Pliocenico Astigiano, braccio di mare, poco profondo, avente come limite occidentale il golfo di Cuneo. 
Le sabbie plioceniche restituiscono scheletri di mammiferi sia marini che terrestri.
Il Pliocene segna la transizione fra Era Terziaria e Era Quaternaria; in questo periodo si ha la definitiva scomparsa del “mare Piemontese” che lascia il posto a una vasta pianura, per molto tempo paludosa, in cui, a seconda delle oscillazioni climatiche, trovano il loro habitat elefanti, cervi, mammut, iene e ghepardi.
Quaternario: le progressive spinte, verso nord, del continente africano provocano il lento sollevamento del territorio, disegnando gli attuali sistemi collinari; il raffreddamento del clima porta all'alternanza di periodi aridi e periodi umidi nel corso dell'anno.
Ormai siamo nella nostra era; l'ultimo grande contributo geologico è dato dalle glaciazioni, rimodellanti la struttura di Alpi e Prealpi, con le loro morene. 
La bassa altitudine delle Langhe non ha consentito l'avanzata dei ghiacciai, ma sono presenti accumuli di löss, limo argilloso, prodotto da fenomeni di erosione, trasportato a grandi distanze da venti impetuosi che spazzavano la pianura.

## Storia

Abbazia di Grazzano: Aleramo del Monferrato

Il neolitico arriva nel corso del V millennio a.C. Nell'età del ferro dominano le tribù Liguri degli Epanteri e degli Stazielli, che, in seguito alle migrazioni galliche, formano la cultura celtoligure. Furono sottomessi dai romani nel 179 a.C., ma solo con Augusto si può parlare di un vero processo di romanizzazione. Durante il periodo carolingio fanno parte della Marca Aleramica, il cui primo titolare, Aleramo, contribuì a liberare Piemonte e Liguria di Ponente dai pirati musulmani.
Alcuni territori rimasero in diretto possesso degli Aleramici, sotto l'autorità del Senato di Milano, fino al '700, quando passarono al Ducato di Savoia, col trattato di Utrecht (1713) al termine della guerra di successione spagnola. Tra '800 e inizio '900 le Langhe conobbero un forte degrado e un'estrema povertà (raccontata dalle testimonianze raccolte da Nuto Revelli ne Il mondo dei vinti), seguito da un progressivo spopolamento a favore delle città industriali (soprattutto Torino e Savona).
Durante la Seconda guerra mondiale, le Langhe furono teatro della lotta di Resistenza, descritta nei romanzi dell'albese Beppe Fenoglio. Nel corso degli anni '90 un rinnovato interesse per il mondo agreste ha portato alla ristrutturazione (spesso operata da cittadini non italiani) di cascine e castelli, riconvertiti in agriturismi, bed and breakfast e musei etnografici, nonché all'investimento in produzioni agricole d'eccellenza e all'interesse per il turismo. Tutto ciò ha tramutato le Langhe in una zona economicamente competitiva e benestante.

## Dialetto

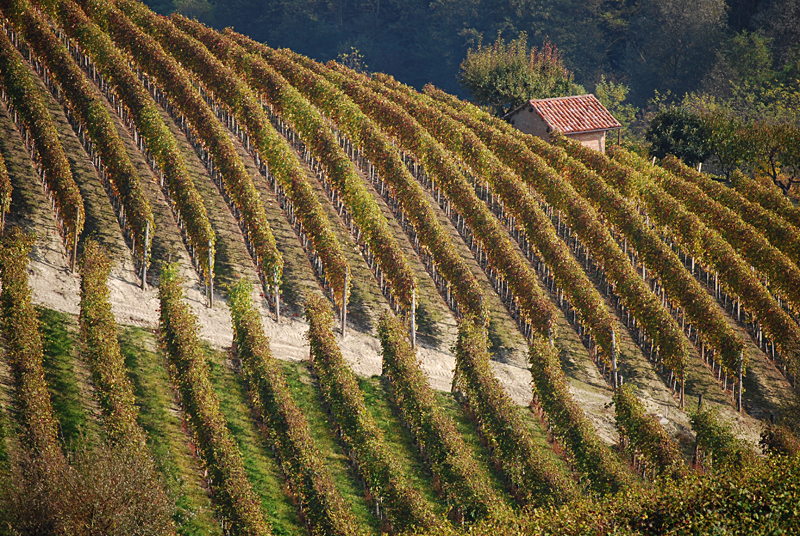
Le colline delle Langhe in autunno

Nelle Langhe si parla un dialetto del piemontese, molto particolare, ricco di influssi liguri e di arcaismi: il langarolo (in piemontese langareul o langhèt).

### Varianti fonetiche dal piemontese standard
Passaggio 'a' → 'o' quando tonica (it. muro; piem. muraja; lang. muròja).
Passaggio (saltuario) 's' → 'sc' come in ligure anziché in 's' o 's-c' come in piemontese (it. uscire, piem. seurte, lang. scieurte).
Rotacismo (saltuario) della ‘l’ che diventa una specie di 'r' moscia (it. il cane, lang. 'r can, piem. el can).
Passaggio 'c' morbida → 'z' (toponimo Cerretto, piem. Sreij, lang. Zré; la città di Ceva diventa Zeva; it. di qua, piem. ed sà, lang. ed zà).
Il latino ‘ct‘, che in italiano diventa ‘tt’ (noctem = notte), in piemontese standard diventa ‘it’ (notte = neuit) mentre nelle Langhe diventa ‘cc’ (notte = neucc, latte = lacc, letto = lecc).
In alcune zone più ad alta quota la 'u' (sempre pronunciato alla francese) e 'i' cambiano leggermente pronuncia e il piemontesissimo Turin (Torino) diventa Tirein.

### Influenze tipicamente liguri
Solo in pochi paesi di più alta quota delle Langhe  nessi latini 'pl'e 'bl' diventano 'cc' e 'gg' (plovere = cieuve; blancum = gianc).
Il suono ‘g’ di ‘giocare’ può diventare ‘z’ (giogo = zou, gioco = zeugh, già = zà, ma giovane rimane giovo, pronunciato giu-u).

### Termini particolari
Al tipico piemontese guardé, vardé (guardare), si sostituisce beiché (lo si trova anche in lingua occitana, beicar).
Al tipico piemontese an dovi (dove), si sostituisce a landa.
Sebbene presente in piemontese standard, nelle Langhe sopravvive con maggior disinvoltura la negazione pa anziché nen (i sai pa = non so), l'originale interrogativa invertita piemontese (veus-ti? = vuoi?) e il pronome verbale, sebbene diverso alla terza persona singolare (it. lui viene, piem. chiel a ven, lang. chiel o ven)..
Nonostante queste e molte altre differenze di suoni e di termini, la dislocatura sintattica e grammaticale del langarolo rimane all'interno della koinè piemontese, discostandosi notevolmente da quella ligure.
Esempio (proverbio): S'o sraina 'd neucc, 'r bel teimp o dura paid 'd un euv cheucc.
(Se si rasserena di notte il bel tempo dura come un uovo cotto).

## Flora e fauna
Nella zona più alta sopravvive, in numero sempre più ridotto, il pino silvestre (commercialmente noto come Pino di Scozia o di Svezia), autentico "fossile vivente" della vegetazione dell'ultimo periodo freddo.

## Economia e prodotti tipici

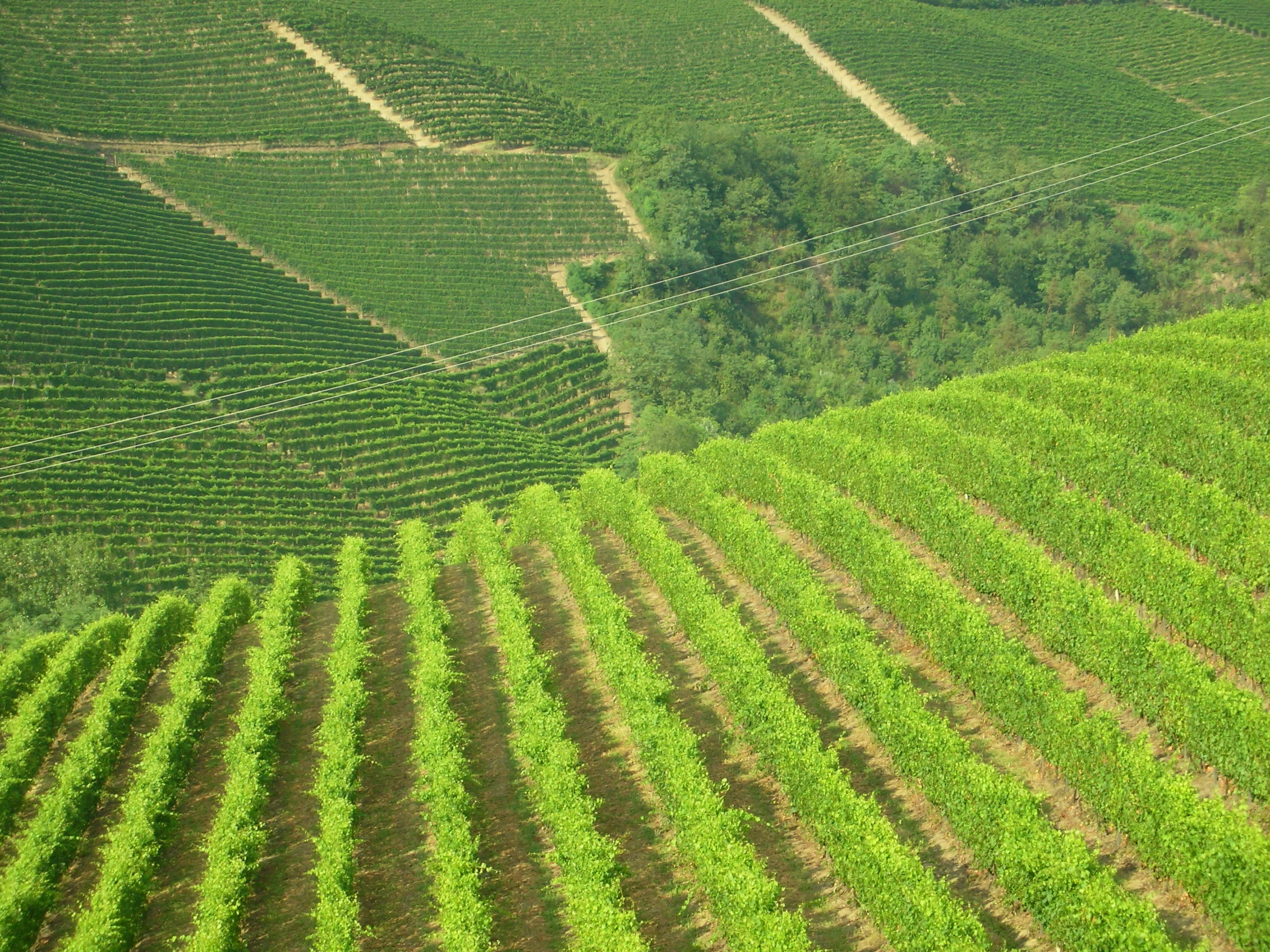
Vigne delle Langhe

Oltre che per lo sviluppo del settore terziario, la zona si distingue per la sua poliforme produzione enogastronomica.
Le Langhe sono anzitutto un importante centro di viticoltura e vinificazione, dove spiccano numerose varietà di vino (in larga parte soggette a certificazioni DOC e DOCG), quali Barolo, Nebbiolo, Barbaresco, Dogliani, Dolcetto d'Alba,  Barbera d'Alba, Pelaverga di Verduno.
Altrettanto celebre è il tartufo bianco di Alba, in onore del quale ogni anno vi si tiene una fiera internazionale.
Capillarmente diffusa è altresì la coltivazione della nocciola Tonda Gentile delle Langhe.
Numerosi sono anche i formaggi sottoposti a tutela DOP, primi fra tutti le Robiole di Roccaverano e di Murazzano.
La varietà sopra descritta ha favorito negli anni lo svolgimento del turismo enogastronomico.

## Clima
Nella bassa delle Langhe il clima è padano, temperato nelle temperature massime sui rilievi. 
Nella pianura di Alba non sono rare temperature estive massime superiori ai 30°.
Nella parte alta delle Langhe il clima può definirsi appenninico, con influssi padani.
Le estati sono generalmente più fresche e ventilate che nella zona più bassa delle Langhe (media di luglio intorno ai 20°, sui rilievi); gli inverni sono freddi, nelle valli (sono frequenti minime di −5/−10°) e più miti sui colli (media delle minime intorno agli 0°). 
Sono molto frequenti le inversioni termiche, a causa della differenza di insolazione.
Le precipitazioni annue variano dai circa 800 mm. di Alba ai 1.100 dello spartiacque appenninico.
Il regime pluviometrico è sub-litoraneo, con un minimo principale estivo (luglio) e uno secondario invernale; il massimo assoluto è autunnale; le precipitazioni primaverili tendono a essere molto variabili, negli anni.

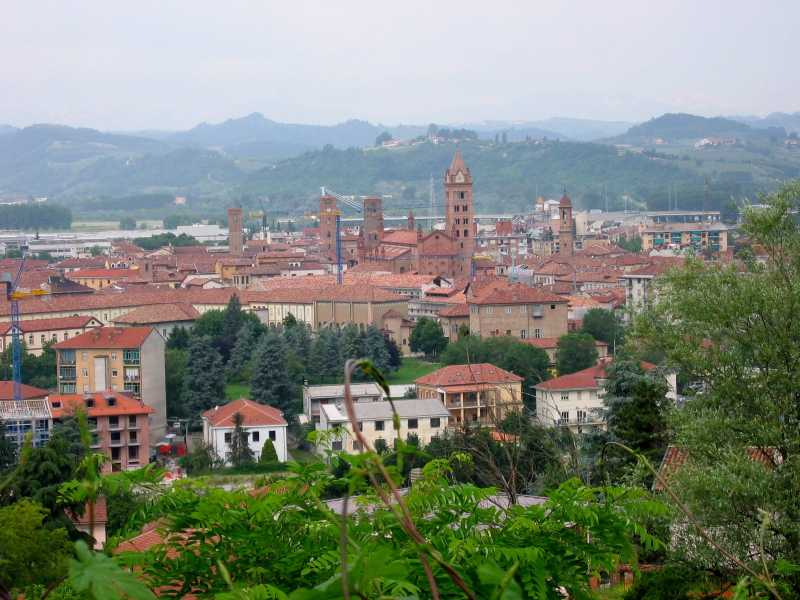
Alba

Tra giugno e luglio, specie dopo una primavera avara, è frequente il rischio di aridità (accentuata anche dal clima secco e ventilato). 
Nel trimestre estivo è garantita una precipitazione media di circa 100–150 mm. (spesso concentrata in pochi violenti temporali, anche accompagnati da grandine).
A volte, in maggio, giugno e luglio può soffiare un vento, chiamato "marin", che porta un po' di fresco in alta quota, in quanto l'aria che arriva da sud risente del mar Ligure, ancora freddo.
Le Langhe sono molto nevose, con una media annua di 50–100 cm., anche a bassa quota, con permanenza al suolo di oltre 30 giorni.
Negli ultimi anni si è assistito a una seria riduzione delle precipitazioni, anche nevose, soprattutto a partire dalla tarda primavera, e a un aumento dell'intensità giornaliera autunnale (il 15 settembre 2006 sono caduti oltre 100 mm. di pioggia, nelle 24 ore).
Secondo la classificazione del Köppen tutta la zona al di sopra dei 500 metri, circa, di altitudine è compresa nella categoria Cfb; per contro le terre al di sotto di questa altitudine sono comprese nella categoria Cfa.

## Centri principali

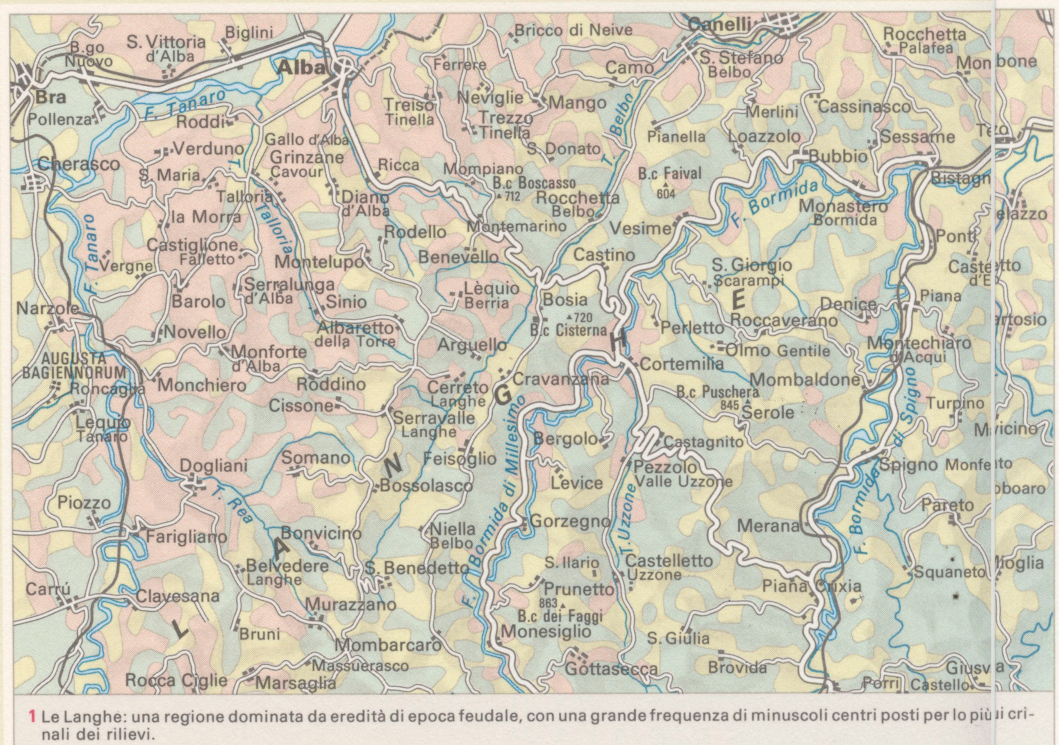
Organizzazione storica delle Langhe, dominate da eredità feudali e caratterizzate da molti piccoli centri posti sui crinali

Suddivisione delle Langhe nelle 2 province di:
___ Cuneo e
___ Asti
e nelle 5 sottozone:
___ Zona bassa delle Langhe (CN)
___ Valli Bormida e Uzzone (CN)
___ Langhe Astigiane (AT)
___ Langa Cebana (CN)
___ Zona Alta delle Langhe (CN)

Zona bassa delle Langhe
- Alba – la "capitale" delle Langhe
- Barolo
- Barbaresco
- Castiglione Falletto
- Castiglione Tinella
- Cherasco
- Diano d'Alba
- Dogliani
- Grinzane Cavour
- La Morra
- Mango
- Monforte d'Alba
- Montelupo Albese
- Neive
- Neviglie
- Novello
- Roddi
- Roddino
- Rodello
- Serralunga d'Alba
- Sinio
- Treiso
- Santo Stefano Belbo
- Verduno

Zona alta delle Langhe
- Albaretto della Torre
- Arguello
- Belvedere Langhe
- Benevello
- Bonvicino
- Borgomale
- Bosia
- Bossolasco
- Camerana
- Cerretto Langhe
- Cissone
- Clavesana
- Cossano Belbo
- Cravanzana
- Feisoglio
- Lequio Berria
- Mombarcaro
- Murazzano
- Niella Belbo
- Rocchetta Belbo
- San Benedetto Belbo
- Somano
- Trezzo Tinella

Valli Bormida e Uzzone
- Bergolo
- Castelletto Uzzone
- Castino
- Cortemilia
- Gorzegno
- Gottasecca
- Levice
- Monesiglio
- Perletto
- Pezzolo Valle Uzzone
- Prunetto
- Saliceto
- Torre Bormida

Langhe Astigiane
- Bubbio
- Cassinasco
- Cessole
- Loazzolo
- Olmo Gentile
- Roccaverano
- San Giorgio Scarampi
- Serole
- Vesime
- Monastero Bormida
- Mombaldone

Langa Cebana
- Bastia Mondovì
- Ceva
- Castellino Tanaro
- Cigliè
- Igliano
- Marsaglia
- Montezemolo
- Paroldo
- Roascio
- Rocca Cigliè
- Sale delle Langhe
- Sale San Giovanni
- Torresina